# Lisanne Kruijswijk
Lisanne Kruijswijk ('s-Gravenzande, 23 de enero de 2001) es una jugadora de balonmano holandesa que juega en el Super Amara Bera Bera español.

## Trayectoria

### De clubes
Kruijswijk se crio en la cantera del HV Quintus. Tras un breve periodo en Westfriesland/SEW, del que salió por una lesión de rodilla, regresó al HV Quintus y debutó en la máxima categoría del balonmano neerlandés. 
En abril de 2021, Kruijswijk fichó por el Füchse Berlin alemán, donde siguió a su compatriota Fem Boeters. Seis meses después, la dupla abandonó la capital alemana regresando de nuevo  al HV Quintus.
Un año después, fichó por el máximo, el HandbaL Venlo con el que compitió por el campeonato neerlandés.
En 2024, Kruijswijk fichó por el Skara HF sueco y, tras una temporda, se mudó a España, a jugar con el Super Amara Bera Bera, el campeón español.

#### Trayectoria de clubes
- 2019-21:  HV Quintus
- 2021   :  Füchse Berlin
- 2021-22:  HV Quintus
- 2022-24:  HandbaL Venlo
- 2024-25:  Skara HF
- 2025-  :  Super Amara Bera Bera

### Con la selección
Como jugadora de la selección juvenil neerlandesa, participó en varios Campeonatos Europeos y Mundiales. 
En 2024, el seleccionador de Países Bajos intentó un rejuvenecimiento del combinado nacional y fue convocada por primera vez a la selección neerlandesa de balonmano, además de ser incluida en la preselección para el Campeonato Europeo de 2024.